# 库尔蒂斯
库尔蒂斯（西班牙語：Curtis），是西班牙加利西亚自治区拉科鲁尼亚省的一个市镇。总面积117km², 总人口4405人（2001年），人口密度38人/km²。

## 人口
| 库尔蒂斯               |
|                        |
| 来源：西班牙国家统计局 |

## 图集

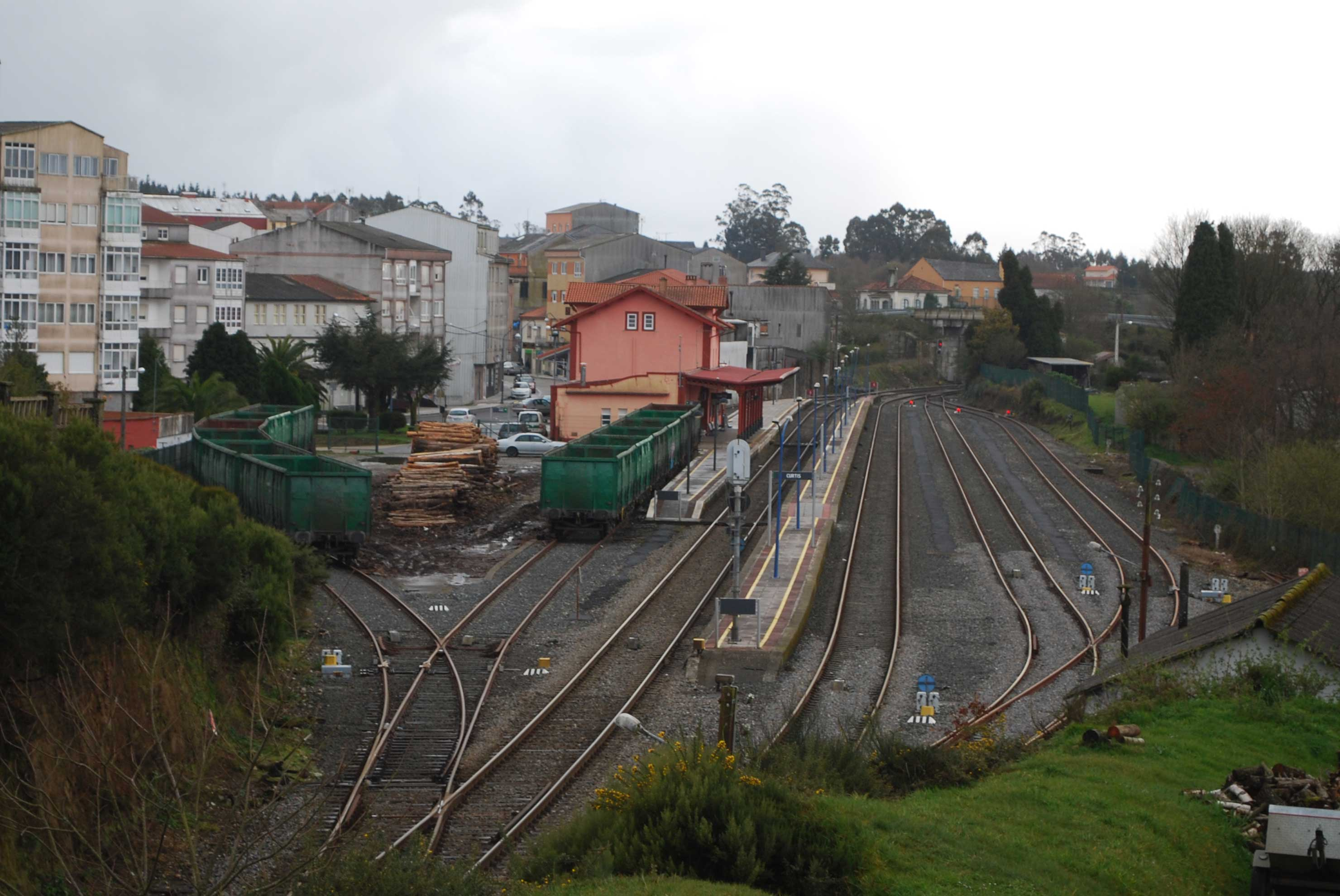
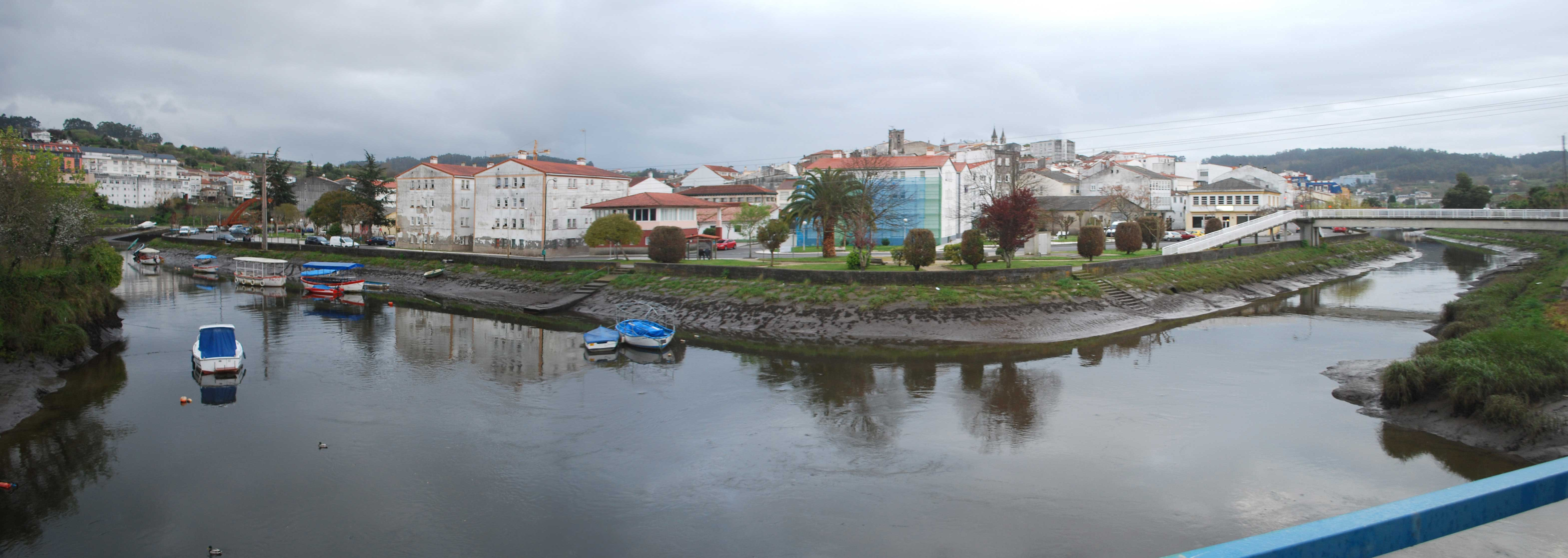
全景图
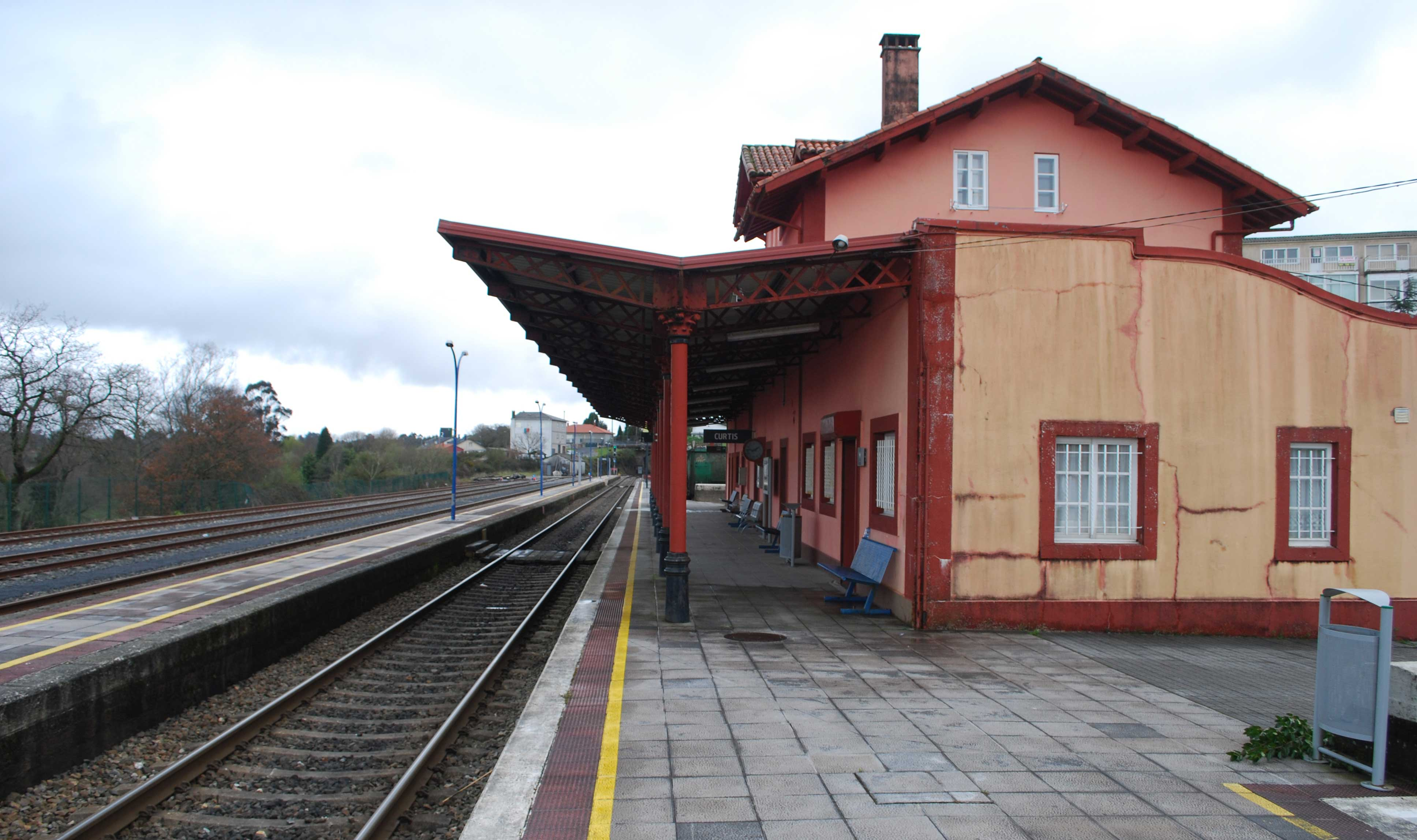
火车站

## 著名人物
- 盧卡斯·瓦斯克斯：足球运动员

## 友好城市
2014年6月10日，库尔蒂斯与7组城市结为友好城市：
- 義大利 西西里岛 尼扎迪西奇利亚
- 保加利亚 盧科維特
- 馬爾他 比尔古
- 拉脫維亞 普里埃庫利
- 羅馬尼亞 沃萊尼德蒙泰
- 義大利 撒丁岛 加沃伊、埃斯科尔卡、塞乌洛和圣尼科尔奥杰雷伊